# Ана (циклон)
Циклон «Ана» (англ. Cyclone Ana) — один із трьох тропічних циклонів, які вплинули на острівну державу Фіджі наприкінці січня 2021 року. П’ята тропічна депресія, третій тропічний циклон та другий сильний тропічний циклон у сезоні циклонів у південній частині Тихого океану 2020–2021 років.
За оцінками AON Benfield, Ана завдала шкоди на мільйони доларів збитків на Фіджі. Через вплив циклону ім'я Ана було вилучено зі списку імен і замінене на Ару.

## Метеорологічна історія
1 січня Бюро метеорології (BOM)

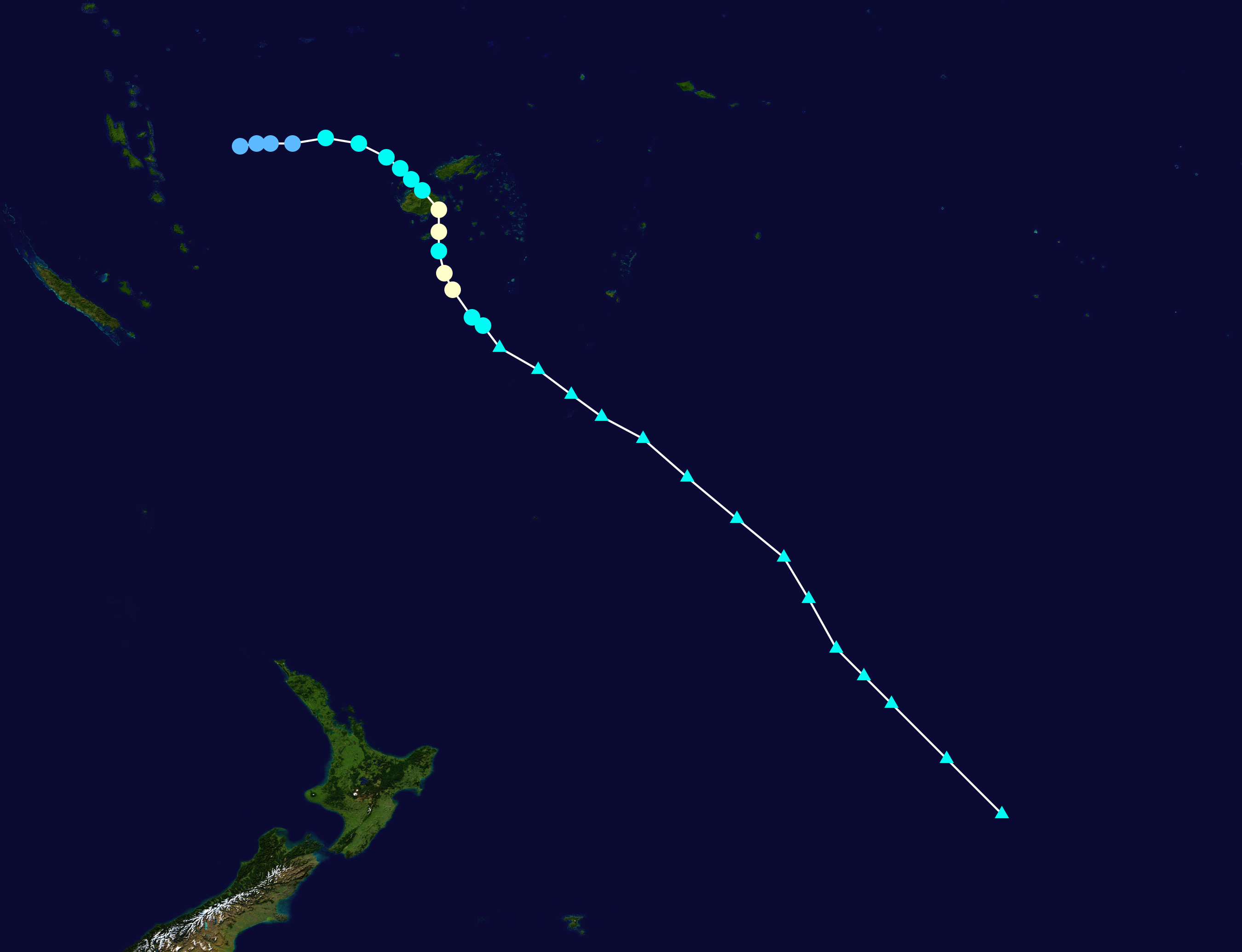
Карта шляху і інтенсивності Циклону Ана

Протягом 26 січня Метеорологічна служба Фіджі (FMS) повідомила, що тропічна хвиля 05F розвинулась у південно-тихоокеанській зоні конвергенції приблизно в 220 км (135 миль) на північний схід від Порт-Віла у Вануату. Протягом цього дня система просунулася на схід і перетворилася на тропічну депресію в області з низьким або помірним вертикальним зсувом вітру.  Протягом наступних кількох днів система рухалася на схід і поступово розвивалася далі, оскільки атмосферна конвекція почала загортатися в центр циркуляції низького рівня системи. Протягом 29 січня FMS повідомила, що депресія переросла в тропічний циклон 1 категорії за австралійською шкалою і назвали його Ана. У цей час система була розташована приблизно за 350 км (215 миль) на північний захід від Фіджі і почала спрямовуватися на південь-південний схід у напрямку Фіджі через хребет високого тиску на північний схід від система. Згодом Об’єднаний центр попередження про тайфуни США ініціював рекомендації щодо нової системи та визначив її як тропічний циклон 15P.
Протягом 30 січня Ана продовжувала рухатися на південний-схід і пройшла через північні острови Ясава до Блі-Вотерс , де стала сповільнилась і посилилась у тропічний циклон 2  категорії. Згодом система продовжувала розвиватися, і функція очей з’являлася як на радарних, так і в мікрохвильових зображеннях, перш ніж вона пришла до Віті-Леву поблизу Ракіракі близько 18:00 UTC (06:00 FST, 31 січня). Перебуваючи над Віті-Леву, Ана рухалася на південний-схід  проходила між Навуаі столицею Фіджі: Сува. Згодом JTWC повідомила, що пік системи досяг 1-хвилинного тривалого вітру зі швидкістю 120 км/год (75 миль на годину), що зробило його еквівалентним урагану 1 категорії за шкалою вітру урагану Саффіра-Сімпсона. Протягом 31 січня Ана пройшла поблизу або над Кадаву , перш ніж FMS повідомила, що система досягла піку 3 категорії сильного тропічного циклону з 10-хвилинним постійним вітром 120 км/год (75 миль/год). Протягом 1 лютого система швидко ослабла до субтропічного мінімуму, оскільки її низькорівневий центр циркуляції оголювався і переміщався на південний схід в область високого вертикального зсуву вітру. Протягом наступних кількох днів Ана рухалася на південний схід через південну частину Тихого океану як субтропічний мінімум, перш ніж востаннє це було відзначено протягом 3 лютого.

## Підготовка та наслідки
Протягом 27 січня ФМС опублікувала попередження про шторм, а також про сильний дощ для Вануа-Леву, Тавеуні, групи Ясава та островів Лау, в той час як попередження про сильний вітер та попередження про повені вже діяли. Пізніше того ж дня після того, як тропічна депресія 06F розвинулась над провінцією Лау, ці попередження та попередження були розширені, включивши тривогу про тропічний циклон для всієї Фіджі та попередження про штормовий вітер для Вануа-Леву, Тавеуні та островів Лау.
На Фіджі введено попередження про тропічний циклон для Вануа-Леву , Ясава і Маманука , а також менших прилеглих островів. У північній частині Віті-Леву було введено попередження про сильний вітер , а для Вануа-Леву, Тавеуні та Лау – попередження про шторму. Тим часом у деяких частинах країни оприлюднили попередження про сильний дощ. Через загрозу сильних дощів було оголошено попередження про повінь для низинних районів уздовж річки Кава, а також сповіщення про раптові повені для Вануа-Леву та Віті-Леву від міст Ба до Ракіракі. Усі школи на Фіджі були закриті 29 січня, а вчителів попросили допомогти підготувати класні кімнати як центри евакуації, якщо це необхідно. З 29 по 31 січня було введено комендантську годину. Понад 2000 жителів евакуювали до притулків на Фіджі.
Сильні опади, пов’язані з депресією, обрушилися на Фіджі вже 28 січня, спричинивши повінь у Ракіракі. 29 січня річка Наді вийшла з берегів через сильні дощі. На кадрах видно сильні повені в деяких частинах міста. Повідомлялося про значні пошкодження після виходу на берег у більшості Віті-Леву , особливо в столиці Сува, яка була безпосередньо вражена, за повідомленнями, 5 людей (включаючи трирічного хлопчика) зникли безвісти. Річки на Фіджі швидко розлилися, а зсуви зруйнували те, що залишилося від деяких будинків. По всій країні поширилися відключення електроенергії, і було підтверджено, що 49-річний чоловік загинув у результаті повені. Ще 7600 людей були евакуйовані до центрів евакуації під час шторму в подібних регіонах, які були спустошені циклоном 5 категорії Яса за місяць до цього. Школи були відновлені 8 лютого, за винятком північного відділення, яке планувалося відкрити через тиждень. Після цього C-130 Hercules Королівських ВПС Нової Зеландії (RNZAF) доставив невідкладні припаси в район Наді. Мільйон комплектів було доставлено для допомоги постраждалим сім’ям, включаючи гігієнічні набори, набори для матері та дитини, ємності для води, водяні насоси, таблетки для очищення та брезент.